# Leichtathletik-Weltmeisterschaften 2017/Teilnehmer (Italien)
| Gelbes Symbol für Goldmedaillen mit stilisierten Olympischen Ringen | Graues Symbol für Silbermedaillen mit stilisierten Olympischen Ringen | Braundes Symbol für Bronzemedaillen mit stilisierten Olympischen Ringen |
| ------------------------------------------------------------------- | --------------------------------------------------------------------- | ----------------------------------------------------------------------- |
| —                                                                   | —                                                                     | 1                                                                       |

Der italienische Leichtathletikverband (Fidal) nominierte zunächst je 18 Athletinnen und Athleten. In der finalen Meldeliste des internationalen Leichtathletikverbandes (IAAF) für die Leichtathletik-Weltmeisterschaften 2017 in London komplettierte Massimo Stano (20 km Gehen) die Squadra Azzurra.

## Ergebnisse

### Frauen

#### Laufdisziplinen
| Athletin | Disziplin        | Vorlauf        | Vorlauf | Halbfinale         | Halbfinale         | Finale             | Finale             |
| Athletin | Disziplin        | Zeit           | Platz   | Zeit               | Platz              | Zeit               | Platz              |
| --- | ---------------- | -------------- | ------- | ------------------ | ------------------ | ------------------ | ------------------ |
| Gloria Hooper | 200 m            | 23,51 s        | 28      | nicht qualifiziert | nicht qualifiziert | nicht qualifiziert | nicht qualifiziert |
| Irene Siragusa | 200 m            | 23,73 s        | 34      | nicht qualifiziert | nicht qualifiziert | nicht qualifiziert | nicht qualifiziert |
| Maria Benedicta Chigbolu | 400 m            | 53,00 s        | 40      | nicht qualifiziert | nicht qualifiziert | nicht qualifiziert | nicht qualifiziert |
| Yusneysi Santiusti | 800 m            | 2:02,75 min    | 32      | nicht qualifiziert | nicht qualifiziert | nicht qualifiziert | nicht qualifiziert |
| Margherita Magnani | 1500 m           | 4:09,15 min    | 29      | nicht qualifiziert | nicht qualifiziert | nicht qualifiziert | nicht qualifiziert |
| Francesca Bertoni | 3000 m Hindernis | 10:01,36 min   | 34      |                    |                    | nicht qualifiziert | nicht qualifiziert |
| Marzia Caravelli | 400 m Hürden     | 56,92 s        | 29      | nicht qualifiziert | nicht qualifiziert | nicht qualifiziert | nicht qualifiziert |
| Ayomide Folorunso | 400 m Hürden     | 55,65 s SB     | 15      | 56,47 s            | 18                 | nicht qualifiziert | nicht qualifiziert |
| Yadisleidy Pedroso | 400 m Hürden     | 56,41 s        | 21      | 55,95 s            | 13                 | nicht qualifiziert | nicht qualifiziert |
| Eleonora Anna Giorgi | 20 km Gehen      |                |         |                    |                    | 1:30:34 h SB       | 14                 |
| Antonella Palmisano | 20 km Gehen      |                |         |                    |                    | 1:26:36 h PB       | Bronze             |
| Valentina Trapletti | 20 km Gehen      |                |         |                    |                    | 1:30:35 h PB       | 15                 |
| Maria Benedicta Chigbolu Maria Enrica Spacca Libania Grenot Ayomide Folorunso nicht eingesetzt: Marzia Caravelli Raphaela Lukudo | 4 × 400 m        | 3:27,81 min SB | 9       |                    |                    | nicht qualifiziert | nicht qualifiziert |

#### Sprung/Wurf
| Athletin      | Disziplin  | Qualifikation | Qualifikation | Finale             | Finale             |
| Athletin      | Disziplin  | Weite/Höhe    | Platz         | Weite/Höhe         | Platz              |
| ------------- | ---------- | ------------- | ------------- | ------------------ | ------------------ |
| Erika Furlani | Hochsprung | 1,80 m        | 28            | nicht qualifiziert | nicht qualifiziert |
| Alessia Trost | Hochsprung | 1,89 m        | 19            | nicht qualifiziert | nicht qualifiziert |
| Laura Strati  | Weitsprung | 6,21 m        | 24            | nicht qualifiziert | nicht qualifiziert |

### Männer

#### Laufdisziplinen
| Athlet                         | Disziplin        | Vorlauf        | Vorlauf | Halbfinale         | Halbfinale         | Finale             | Finale             |
| Athlet                         | Disziplin        | Zeit           | Platz   | Zeit               | Platz              | Zeit               | Platz              |
| ------------------------------ | ---------------- | -------------- | ------- | ------------------ | ------------------ | ------------------ | ------------------ |
| Filippo Tortu                  | 200 m            | 20,59 s        | 25      | 20,62 s            | 17                 | nicht qualifiziert | nicht qualifiziert |
| Davide Re                      | 400 m            | 45,71 s        | 23      | 45,95 s            | 23                 | nicht qualifiziert | nicht qualifiziert |
| Stefano La Rosa                | Marathon         |                |         |                    |                    | DNF                | DNF                |
| Daniele Meucci                 | Marathon         |                |         |                    |                    | 2:10:56 h PB       | 5                  |
| Abdoullah Bamoussa             | 3000 m Hindernis | 8:34,86 min    | 26      | nicht qualifiziert | nicht qualifiziert | nicht qualifiziert | nicht qualifiziert |
| Yohanes Chiappinelli           | 3000 m Hindernis | 8:36,48 min    | 30      | nicht qualifiziert | nicht qualifiziert | nicht qualifiziert | nicht qualifiziert |
| Ala Zoghlami                   | 3000 m Hindernis | 8:26,18 min PB | 16      | ausgeschieden      | ausgeschieden      | ausgeschieden      | ausgeschieden      |
| José Reynaldo Bencosme de Leon | 400 m Hürden     | 49,79 s        | 19      | 50,29 s            | 16                 | nicht qualifiziert | nicht qualifiziert |
| Lorenzo Vergani                | 400 m Hürden     | 50,37 s        | 29      | nicht qualifiziert | nicht qualifiziert | nicht qualifiziert | nicht qualifiziert |
| Francesco Fortunato            | 20 km Gehen      |                |         |                    |                    | 1:22:01 h PB       | 25                 |
| Matteo Giupponi                | 20 km Gehen      |                |         |                    |                    | 1:25:20 h SB       | 48                 |
| Giorgio Rubino                 | 20 km Gehen      |                |         |                    |                    | 1:20:47 h SB       | 16                 |
| Michele Antonelli              | 50 km Gehen      |                |         |                    |                    | DNF                | DNF                |
| Marco De Luca                  | 50 km Gehen      |                |         |                    |                    | 3:45:02 h SB       | 9                  |

#### Sprung/Wurf
| Athlet            | Disziplin  | Qualifikation | Qualifikation | Finale             | Finale             |
| Athlet            | Disziplin  | Weite/Höhe    | Platz         | Weite/Höhe         | Platz              |
| ----------------- | ---------- | ------------- | ------------- | ------------------ | ------------------ |
| Gianmarco Tamberi | Hochsprung | 2,29 m SB     | 14            | nicht qualifiziert | nicht qualifiziert |
| Kevin Ojiaku      | Weitsprung | 7,82 m        | 18            | nicht qualifiziert | nicht qualifiziert |
| Simone Falloni    | Hammerwurf | 69,90 m       | 30            | nicht qualifiziert | nicht qualifiziert |
| Marco Lingua      | Hammerwurf | 74,41 m       | 12            | 75,13 m            | 10                 |